# (4085) Weir
(4085) Weir est un astéroïde de la ceinture principale.

## Description
(4085) Weir est un astéroïde de la ceinture principale. Il fut découvert le 13 mai 1985 à l'Observatoire Palomar par Carolyn S. Shoemaker. Il présente une orbite caractérisée par un demi-grand axe de 2,61 UA, une excentricité de 0,11 et une inclinaison de 14,2° par rapport à l'écliptique.

## Compléments